# Ben Carlson
Benjamin Carlson (Milwaukee, 28 febbraio 1985) è un pilota motociclistico statunitense.
Dal 2003 partecipa al campionato AMA Supermoto, dove ha vinto due titoli Supermoto Unlimited consecutivi nel 2006 e 2007, di cui uno con Aprilia, divenendo il primo pilota a vincere un titolo AMA Supermoto con una moto bicilindrica. Grazie a questi risultati è uno dei piloti di Supermoto statunitensi più titolati in attività insieme a Mark Burkhart, oltre che il più giovane campione AMA Supermoto (nel 2006 aveva solo 21 anni) insieme a Grant Langston e Troy Herfoss.
Nel 2007 e 2008 corre nel Team Aprilia Rip It Energy di proprietà del compagno di squadra Darryl Atkins, ma nel 2009 il team chiude costringendo il pilota a rimanere senza team. L'americano corre quindi solo eventi singoli come i Superbikers di Mettet per tutta la stagione 2009.

## Palmarès
- 2003: 2º posto Campionato AMA Supermoto Unlimited
- 2003: 22º posto Campionato AMA Supermoto
- 2004: 3º posto Campionato AMA Supermoto Unlimited
- 2004: 10º posto Campionato AMA Supermoto
- 2004: 15º posto X-Games Supermoto di Los Angeles
- 2005: 8º posto Campionato AMA Supermoto
- 2005: 6º posto X-Games Supermoto di Los Angeles
- 2006: Campione AMA Supermoto Unlimited (su KTM)
- 2006: 8º posto X-Games Supermoto di Los Angeles (su KTM)
- 2007: Campione AMA Supermoto Unlimited (su Aprilia)
- 2007: 9º posto Campionato AMA Supermoto (su Aprilia)
- 2007: 11º posto X-Games Supermoto di Los Angeles (su Aprilia)
- 2007: 19º posto Superbikers di Mettet (su Aprilia)
- 2008: 5º posto Navy Moto-X World Championship (su Aprilia)
- 2008: 5º posto Campionato AMA Supermoto (su Aprilia)
- 2008: 13º posto Campionato AMA Supermoto Unlimited (su Aprilia)
- 2008: 35º posto Superbikers di Mettet (su Aprilia)
- 2008: 7º posto Extreme Supermotard di Bologna (su Aprilia)
- 2009: 26º posto Superbikers di Mettet (su KTM)